# Sandra Bautista
Sandra Bautista González (Martorelles, 13 de dezembro de 1995) é uma cantautora catalã, vencedora da 18ª edição do prémio Sona9.

## Biografia
Sandra Bautista González, nasceu no dia 13 de Dezembro de 1995, em Martorelles, na província de Barcelona.
Cantora e compositora autodidacta, gravou a sua primeira canção com 17 anos, intitulada L'essencial, fazia parte dum trabalho para o colégio onde era aluna. Com ela participou num concurso organizado pela Radio Nacional de Espanha, onde foi uma das oito finalistas.
Em 2017 lançou o seu trabalho de estreia, com edição electrónica, intitulado La casa de les mil olors. (A casa dos mil odores).

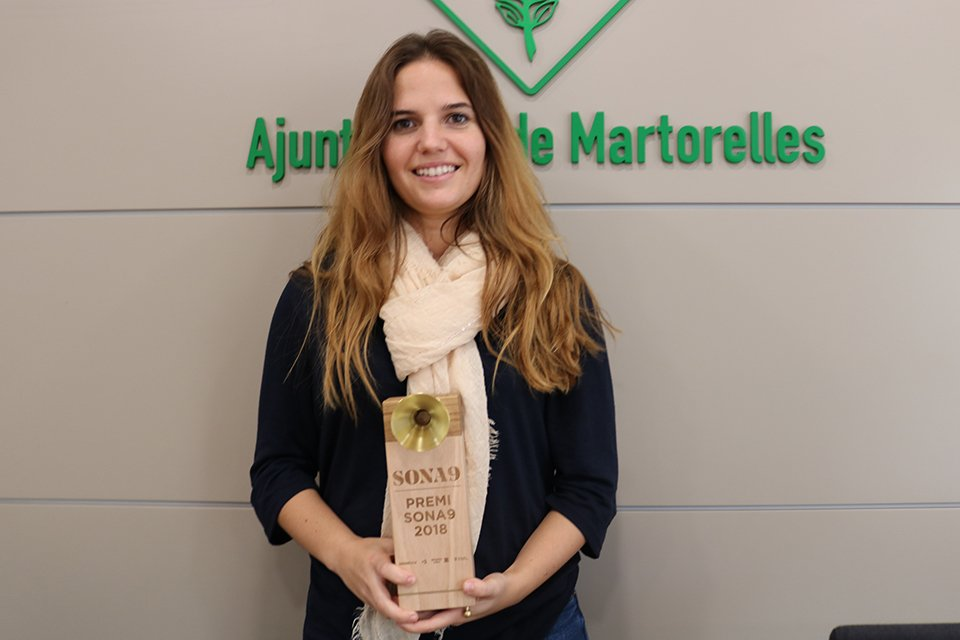
Com o troféu do prêmio Sona9 na prefeitura de Martorelles.

No ano seguinte, a barcelonesa viu o seu trabalho ser reconhecido, pois foi a vencedora da edição de 2018 do concurso de música Sona9, o mais importante em língua catalã. Esta vitória permitiu a gravação do seu segundo álbum, Trapezista, que foi publicado em novembro de 2019, além duma longa digressão de apresentação deste novo trabalho.
Durante a pandemia de COVID-19, a cantora lançou um novo single, intitulado Beleza col·lateral, em parceria com Enric Ez. Em janeiro de 2021 teve lugar a sua primeira intervenção na TV3 (televisão pública da Catalunha), no programa Preguntes freqüents, no horário nobre do sábado. No mesmo ano, em Março, a cantautora publicou mais um single, denominado La nada es para renacer.
Bautista colaborou principalmente com o guitarrista Víctor Martínez Galeote e, desde verão de 2021, com o italiano Bartolomeo Barenghi.

## Estilo e Repertório

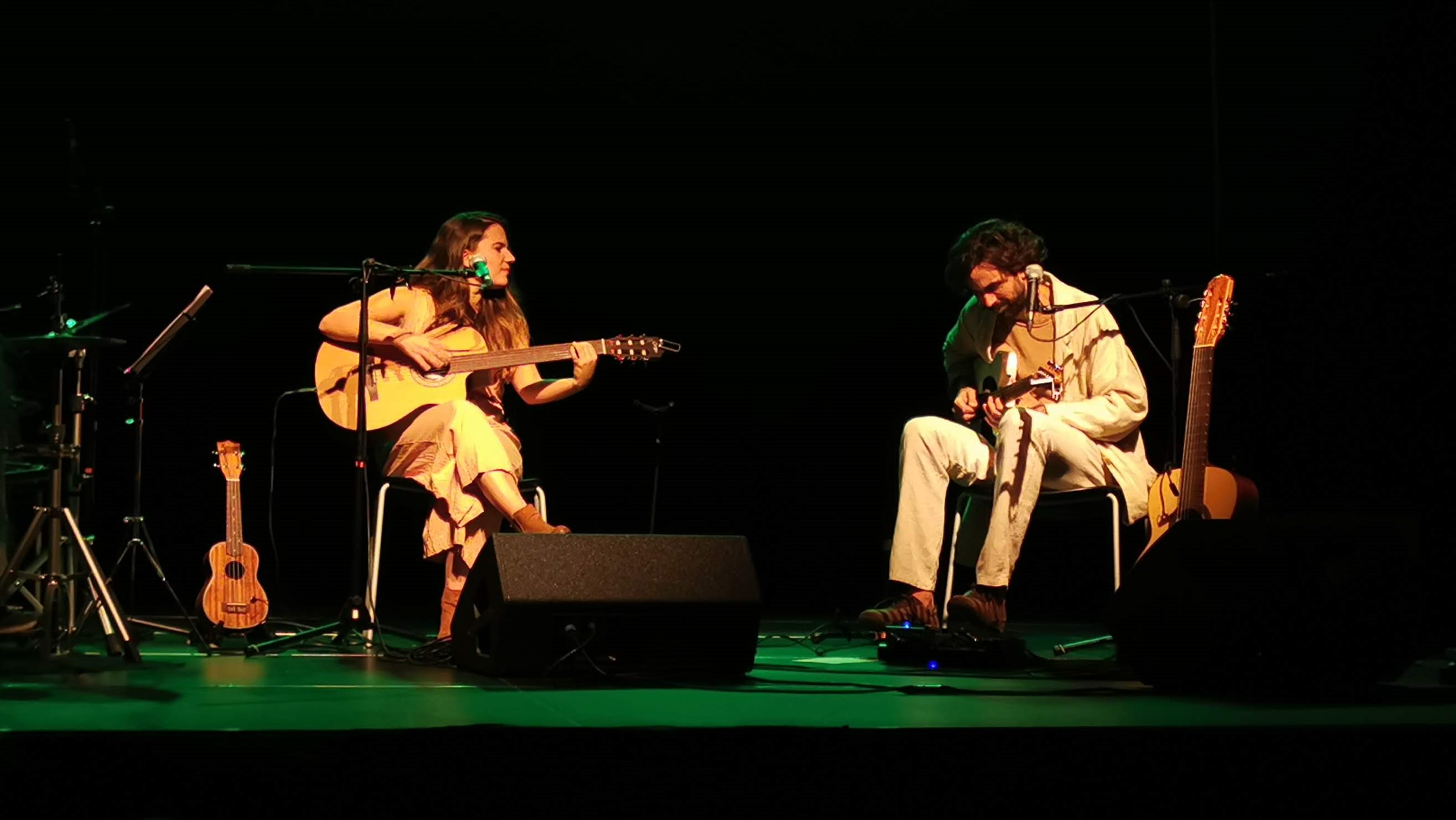
Sandra Bautista e o seu guitarrista, Bart Barenghi, num show em Barcelona, novembro de 2021.

Canta em catalão, castelhano, inglês e português. O seu repertório atravessa várias épocas e estilos, que marcam o seu trabalho enquanto cantautora, onde são patentes as influências ibéricas e latinas. As suas letras são muito trabalhadas e demonstram a sua admiração por Jorge Drexler.

## Prémios e Reconhecimento
Em 2018, venceu a 18ª edição do concurso Sona9, o mais importante concurso catalão de música, no qual são premiados os novos valores da música catalã da actualidade.

## Discografia
A sua discografia é composta por: 
- 2017: La casa de les mil olors
- 2019: Trapezista
- 2021: Beleza col·lateral  (single) [7]
- 2021: La nada es para renacer (single) [10]